# أقحوان رمادي الورق
أقحوان رمادي الورق أو أقحوان دلماسية هو نوع نباتي ينتمي إلى جنس الأقحوان من الفصيلة النجمية. يشتهر هذا النبات باحتوائه على مادة البيريثرويد.

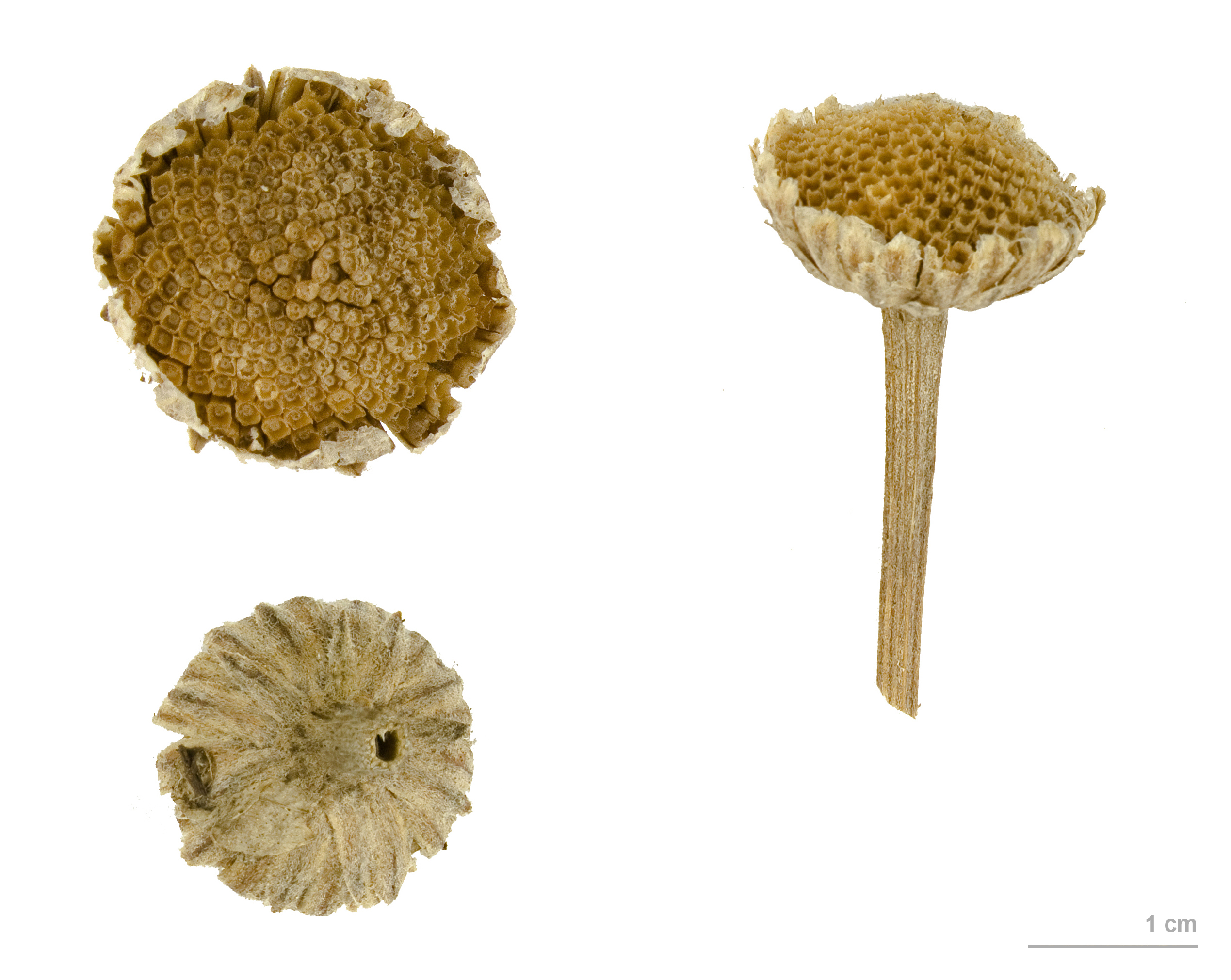
زهرة يابسة